# Lewon Dschulfalakjan

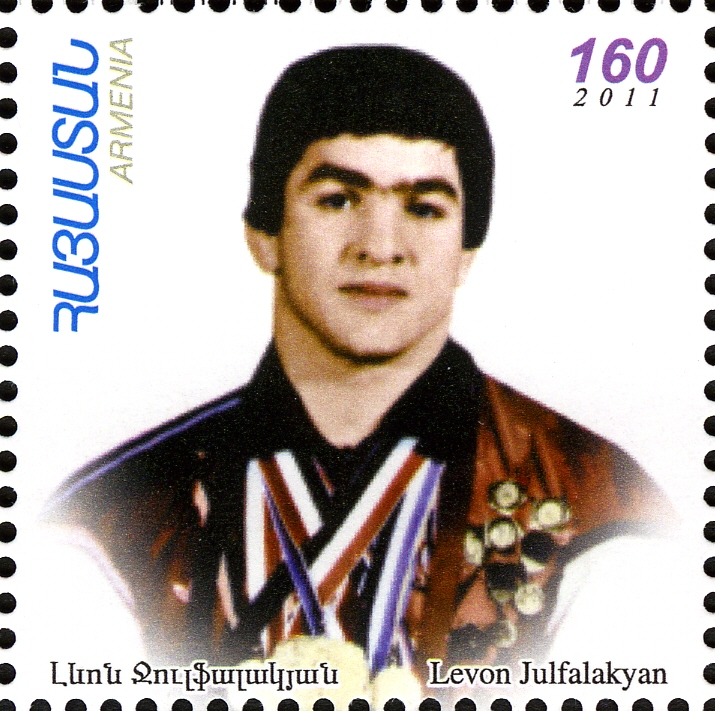
Lewon Dschulfalakjan auf einer armenischen Briefmarke

Lewon  Arsenowitsch Dschulfalakjan (armenisch Լևոն Ջուլֆալակյան; russ.: Лево́н Арсе́нович Джулфалакя́н; * 5. April 1964 in Gjumri, Armenische SSR) ist ein ehemaliger sowjetischer Ringer armenischer Herkunft. Er war 1988 in Seoul Olympiasieger im griechisch-römischen Stil im Leichtgewicht.

## Werdegang
Lewon Dschulfalakjan begann im Alter von 13 Jahren in Gjumri mit dem Ringen. Er konzentrierte sich dabei voll auf den griechisch-römischen Stil und wurde binnen weniger Jahre von Trainer Aram Sarkisjan zu einem Weltklasseringer herangebildet. Bei einer Größe von nur 1,61 Metern war er ein untersetzter und ungemein kraftvoller Ringer, der gepaart mit großem Angriffsgeist und einem hervorragenden technischen Können im Laufe seiner Karriere große Erfolge erzielte. Während seiner Ringerlaufbahn gehörte er der Roten Armee an, bei der er sportlich besonders gefördert wurde.
Seinen ersten großen internationalen Erfolg erzielte Lewon Dschulfalakjan bei der Junioren-Weltmeisterschaft 1984 in Fredrikshavn/Dänemark. Er holte sich dort im Leichtgewicht den Titel vor Claudio Passarelli aus Deutschland und Marian Bandow aus Bulgarien.
In der Sowjetunion beherrschte in jenen Jahren Michail Prokudin das Geschehen in der Leichtgewichtsklasse, gegen den sich Levon Dschulfalakjan erst durchsetzen musste. Im Jahre 1985 gelang ihm das noch nicht, aber 1986 wurde er erstmals sowjetischer Meister im Leichtgewicht und damit die Nr. 1 in der UdSSR. Er wurde daraufhin bei der Europameisterschaft in Piräus eingesetzt und hatte dort einen sensationellen Einstand. Der Berichterstatter in der deutschen Fachzeitschrift Der Ringer schwelgte von ihm in höchsten Tönen. Er schrieb dazu in der Nr. 5/1986 auf Seite 8: "Im Finale des Leichtgewichts glänzte das Licht des Russen Levon Dzufalakian ganz besonders, denn er gab dem Bulgaren Rumen Gentsev eine kostenlose Leerstunde im klassischen Ringkampf. Die russische Kampfmaschine punktete ohne Unterlass und landete einen 16:3-Erfolg. Der Kampf des Russen, der die Figur eines Gewichthebers hat, war für mich der eindrucksvollste Endkampf. Die Schwunggriffe und Ausheber von Dzufalakian begeisterten sämtliche Zuschauer in Piräus (es wurde die Schreibweise der Namen im "Ringer" benutzt).
Im gleichen Jahr wurde er in Budapest auch Weltmeister im Leichtgewicht. Er hatte dabei allerdings Mühe, den Deutschen Claudio Passarelli, der sich gegen ihn ganz hervorragend hielt, im Poolendkampf knapp nach Punkten zu besiegen. Sein Sieg im Finale über den Finnen Tapio Sipilä war aber wieder überzeugend.
Wie hart die Konkurrenz im eigenen Land war, musste Lewon Dschulfalakjan dann 1987 erleben, als er bei der sowjetischen Meisterschaft von Aslaudin Abajew geschlagen wurde. Abajew wurde in diesem Jahr dann auch Welt- und Europameister.
Im Jahre 1988 erkämpfte er sich aber die führende Position der sowjetischen Ringer im Leichtgewicht zurück und wurde bei den Olympischen Spielen in Seoul eingesetzt. Dort beherrschte er die Leichtgewichtsklasse ähnlich überlegen wie bei der Weltmeisterschaft 1986 und wurde vor dem Südkoreaner Kim Sung-moon Olympiasieger. Dazu heißt es in der Zeitschrift Der Ringer, Nr. 10/1988 auf Seite 5: "Der Olympiasieger Lewon Dschulfalakian (UdSSR) war ein sensationell guter Ringer, dem im Finale die Kampfrichter den Erfolg über Kim nicht nehmen konnten." Der Berichterstatter spielte damit auf die vielen Fehlurteile der Kampfgerichte beim olympischen Ringerturnier und beim olympischen Boxturnier an, bei dem die südkoreanischen Sportler oftmals krass bevorzugt wurden.
Bei der Weltmeisterschaft 1989 in Martigny/Schweiz erlebte Lewon Dschulfalakjan dann eine Überraschung. Er war nicht mehr ganz in der guten Form der Jahre 1986 und 1988 und wurde im Poolfinale von Claudio Passarelli nach Punkten geschlagen. Das war die einzige Niederlage, die er bei einer internationalen Meisterschaft, an der er teilnahm hinnehmen musste. Mit einem Sieg über Alexis Jiménez aus Kuba rettete er aber noch die Bronzemedaille.
Nach der Weltmeisterschaft 1989 trat Lewon Dschulfalakjan, obwohl er erst 25 Jahre alt war, vom internationalen Ringersport zurück. Er absolvierte eine Trainer- und Lehrerausbildung. Danach war er viele Jahre lang Trainer in der Sowjetunion und in Armenien, für das er beim Zusammenbruch der Sowjetunion optierte. Er übte auch viele Jahre lang das Amt des Cheftrainers der armenischen Nationalmannschaft der Ringer im griechisch-römischen Stil aus. Jetzt (2009) ist er Vize-Präsident des armenischen Ringerverbandes und schon seit einigen Jahren Präsident der Union der armenischen Olympiateilnehmer im Nationalen Olympischen Komitee Armeniens. Viel Freude bereitet ihm sein Sohn Arsen Dschulfalakjan, der 2009 Europameister im griechisch-römischen Stil im Weltergewicht wurde.

## Internationale Erfolge
| OS = Olympische Spiele, WM = Weltmeisterschaft, EM = Europameisterschaft | Gewichtsklasse | |
| 1984, 1. Platz, Junioren-EM in Fredrikshavn/DK                           | Leicht         | vor Claudio Passarelli, Deutschland, Marian Bandow, Bulgarien u. Csaba Scharfenberger, Ungarn         |
| 1985, 1. Platz, Mälar-Cup in Västerås                                    | Leicht         | vor Mika Viskari, Finnland, Sonny Davidsson, Schweden u. Torsten Schlonske, DDR                       |
| 1985, 1. Platz, Welt-Cup in Lund/Schweden                                | Leicht         | vor Jim Martinez, USA u. Sonny Davidsson                                                              |
| 1986, 1. Platz, EM in Piräus                                             | Leicht         | vor Rumen Gentschew, Bulgarien, Stanislaw Barej, Polen, Torsten Schlonske u. Nandor Sabo, Jugoslawien |
| 1986, 1. Platz, WM in Budapest                                           | Leicht         | vor Tapio Sipilä, Finnland, Claudio Passarelli, Morten Brekke, Norwegen u. Ștefan Negrișan, Rumänien  |
| 1987, 2. Platz, Grosser Preis der BRD in Aschaffenburg                   | Leicht         | hinter Jerzy Kopański, Polen, vor Torsten Schlonske, Petrică Cărare u. Ștefan Negrișan, bde. Rumänien |
| 1987, 2. Platz, Grand-Prix-Turnier                                       | Leicht         | hinter Petrică Cărare, vor Attila Repka, Ungarn, Sumer Kocak, Türkei u. Jerzy Kopański                |
| 1987, 5. Platz, FILA-Grand-Prix-Gala in Budapest                         | Leicht         | hinter Aslaudin Abajew, UdSSR, Jerzy Kopański, Petrică Cărare und Nandor Sabo                         |
| 1988, Goldmedaille, OS in Seoul                                          | Leicht         | vor Kim Sung-moon, Südkorea, Tapio Sipilä, Petrică Cărare und Jerzy Kopański                          |
| 1989, 3. Platz, WM in Martigny/Schweiz                                   | Leicht         | hinter Claudio Passarelli u. Ghani Yalouz, Frankreich, vor Alexis Jiménez, Kuba u. Attila Repka       |

## Weblink
Profil von Lewon Dschulfalakjan bei United World Wrestling
| Personendaten    | Personendaten                      |
| ---------------- | ---------------------------------- |
| NAME             | Dschulfalakjan, Lewon              |
| ALTERNATIVNAMEN  | Dschulfalakjan, Lewon Arsenowitsch |
| KURZBESCHREIBUNG | sowjetischer Ringer                |
| GEBURTSDATUM     | 5. April 1964                      |
| GEBURTSORT       | Gjumri, Armenische SSR             |